# Pazuzu

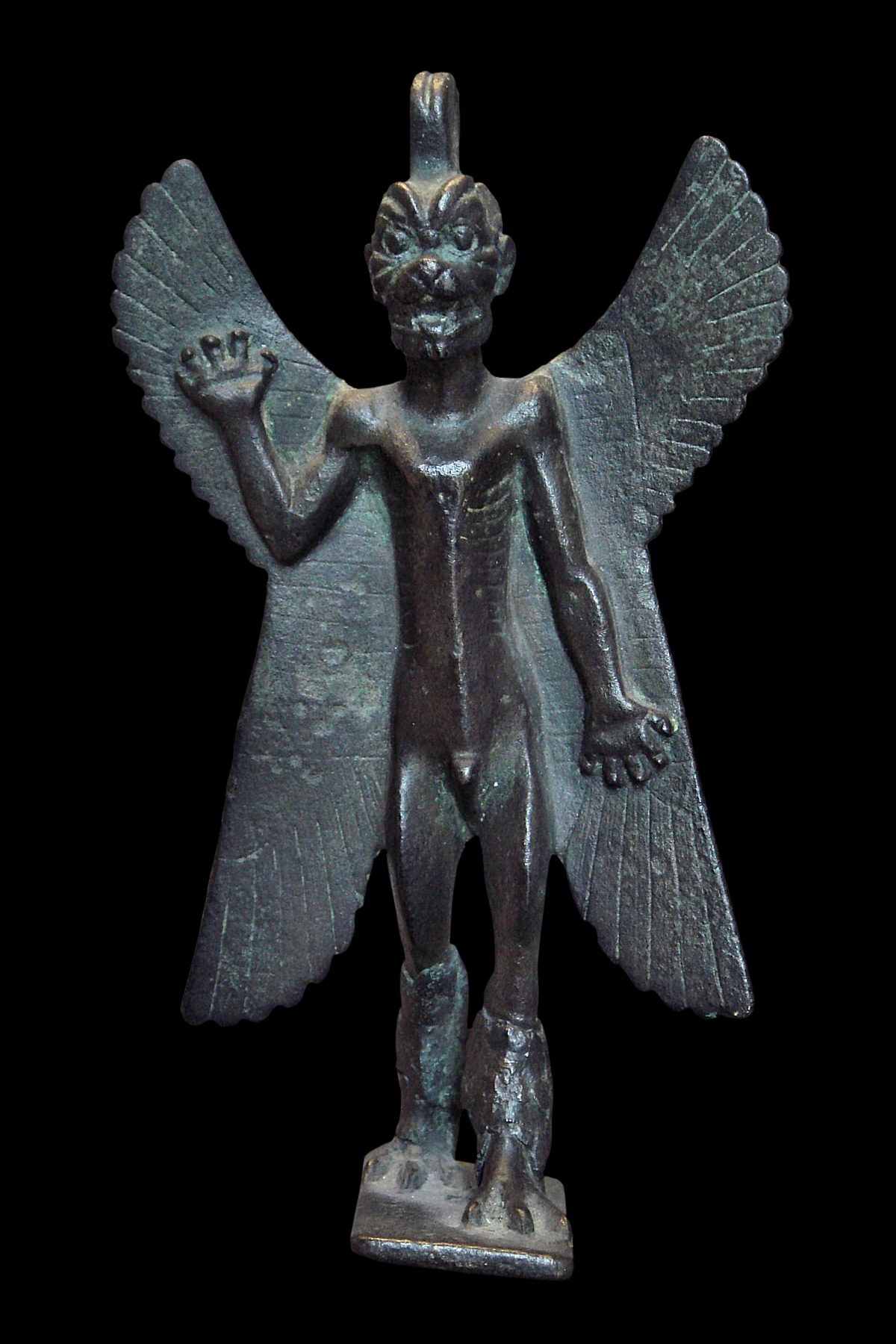
En staty av Pazuzu

Pazuzu är en gud inom babylonsk och assyrisk mytologi. Han är en vind-demon, och son till guden Hanbi. Han representerade den sydvästra vinden, stormens bärare.

## Beskrivning
Pazuzu beskrivs som en chimaira av mänskliga och animaliska kroppsdelar. Kroppen är en människas, huvudet av ett lejon eller hund, örn-liknande fötter, två par vingar, svans av en skorpion. Han avbildas oftast med högra handen uppåt och vänstra nedåt; en gest som har varit långlivad inom det ockulta.

## Mytologi
Pazuzu är sydvästra vindens gud som är känd för att skapa torka och svält under de torra säsongerna, och stormar under regnsäsongen. Pazuzu var i strid med ärkegudinnan Lamashtu, som var känd att orsaka skador på både mor och barn under barnets födelse och uppväxt. Pazuzu skyddar barn och mödrar från farsoter och onda krafter, främst gudinnan Lamashtu.

## Inom popkulturen
- Pazuzu nämns i Exorcisten-filmerna.
- Finns med inom Dungeons and Dragons.
- Bandet Gorillaz har en modifierad staty av Pazuzu vid deras studio.
- I TV-serien Futurama, säsong 4 avsnitt 9, förekommer Pazuzu som ett bevingat, drakliknande monster.
- I den tecknade serien Adèles extraordinära äventyr av Jacques Tardi förekommer demonen Pazuzu, både som staty och genom att olika personer klär ut sig till honom.
- Pazuzu förekommer som en fiende i dataspelet Diablo 3.
- I TV-serien Simpsons, säsong 29 avsnitt 4, blir både Maggie och Bart besatta av Pazuzu.